# Niccolò Ardinghelli

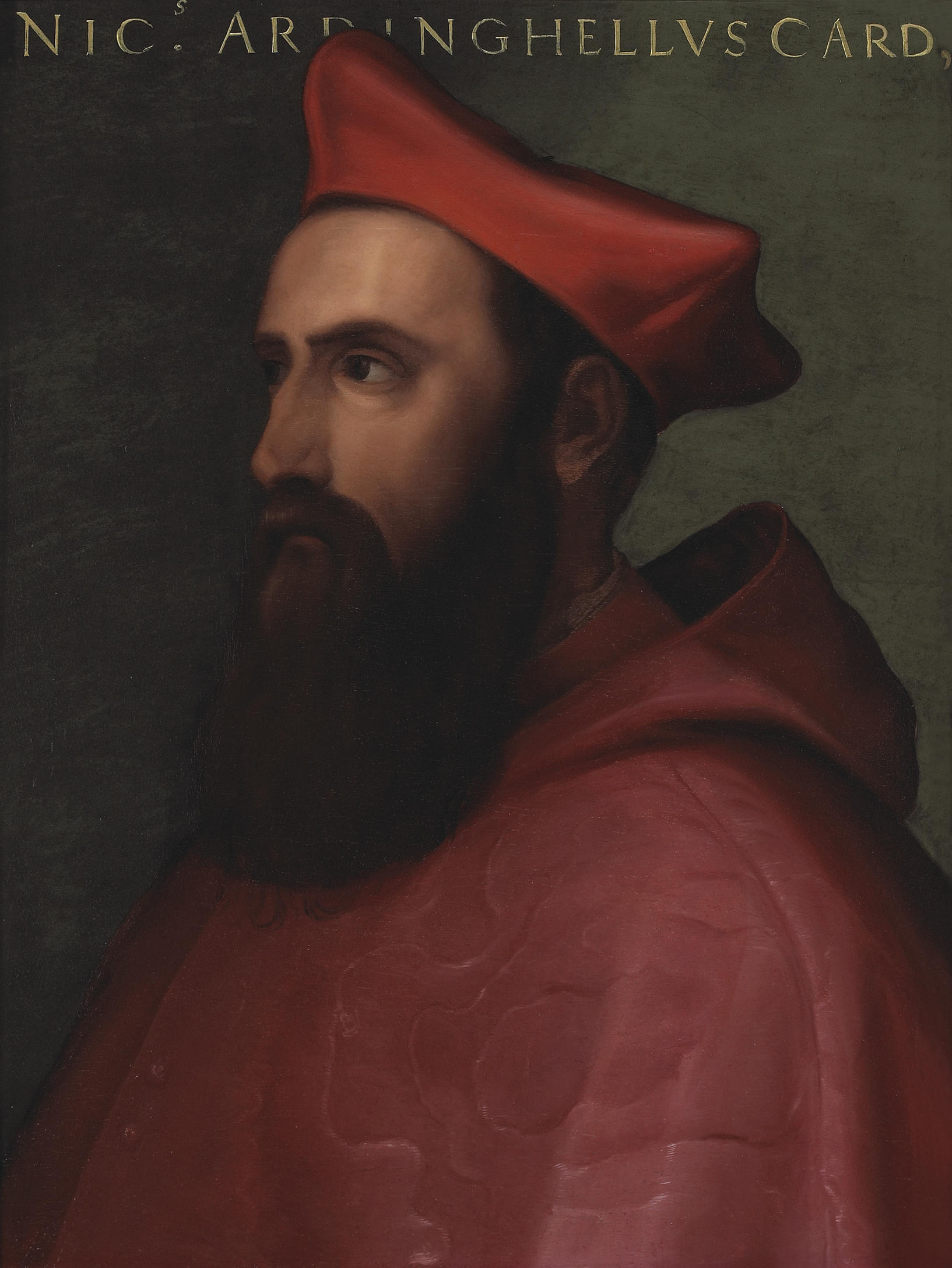
Porträt des Kardinals Ardinghelli, (in der Art des Sebastiano del Piombo, Bonhams New York, 2009)

Niccolò Ardinghelli (* 17. März 1503 in Florenz; † 22. August 1547 in Rom) war ein Kardinal der Katholischen Kirche.
Wahrscheinlich erleichterte der Umstand, dass sein Vater Pietro Sekretär Leos X. gewesen war, Ardinghellis Einstieg in eine Karriere an der römischen Kurie, zunächst 1523 als Apostolischer Protonotar. Hinzu kamen bald Kanonikate in Pisa und Florenz. Seine juristischen Studien begann er in Pisa, wechselte aber 1524 auf Einladung von Pietro Bembo nach Padua, wo er sein Studium abschloss und bis 1526 blieb. Weniger klar sind seine nächsten Jahre, doch 1536 wurde er als Sekretär in den Mitarbeiterstab von Alessandro Farnese aufgenommen. Im Juni 1540 wurde er Sekretär des Papstes Paul III.  und amtierte auch als Datar, zunächst zusammen mit Girolamo Capodiferro, ab 1542 allein.
Ardinghelli, der von 1541 bis 1547 Bischof von Fossombrone (Italien) war, wurde von Paul III. am 19. Dezember 1544 zum Kardinal erhoben. Im Januar wies ihm der Papst die Titelkirche Sant’Apollinare zu.